# Korpus Kadetów Nr 1
Korpus Kadetów Nr 1 Marszałka Józefa Piłsudskiego (KK-2) – korpus kadetów Wojska Polskiego II RP.

## Historia
Tuż po zakończeniu I wojny światowej w listopadzie 1918 na bazie c. i k. Wojskowej Wyższej Szkoły Realnej w Łobzowie zorganizowana została Szkoła Podchorążych. Szkoła podporządkowana była ministrowi spraw wojskowych poprzez Departament Szkolnictwa Wojskowego. 25 lipca 1919 minister spraw wojskowych przemianował Szkołę Podchorążych na Korpus Kadetów. Podczas wojny polsko-bolszewickiej 54 starszych kadetów zgłosiło się ochotniczo na front. Kadeci uczestniczyli także w powstaniach śląskich. W III powstaniu śląskim polegli kadeci KK1. Przy siedzibie KK1 we Lwowie ustanowiono pomnik ku czci kadetów poległych w walkach o wyzwolenie Górnego Śląska. Byli nimi: Zbigniew Zaszczyński, Karol Chodkiewicz, Henryk Czekaliński, Zbigniew Pszczółkowski, Zygmunt Toczyłowski, Zygmunt Zakrzewski.
W 1921 korpus został przeniesiony do garnizonu Lwów i umieszczony w budynkach byłej austriackiej wojskowe szkoły kadeckiej. Szkoła mieściła się w górnej części ulicy Kadeckiej we Lwowie. W połowie lat 20. Korpus Kadetów pozostawała pod zarządem i kontrolą Ministerstwa Wyznań Religijnych i Oświecenia Publicznego.
Działalność Korpusu Kadetów Nr 1 został oparty na statucie organizacyjnym, wydanym w Dzienniku Rozkazów MSWoj. nr 33/22 i 26/25 oraz na regulaminie bazującym na tradycjach Szkoły Rycerskiej i Korpusu Kadetów z czasów Księstwa Warszawskiego. W 1926 w szkole funkcjonowało 10 oddziałów klas IV-VIII o typie matematyczno-przyrodniczym. Absolwenci Korpusu Kadetów Nr 1 mieli prawo ubiegać się o wstęp na studia uniwersyteckie bądź do kształcenia w szkołach oficerskich.
3 maja 1923 na placu Mariackim we Lwowie prof. Leon Syroczyński, w imieniu weteranów powstania styczniowego wręczył komendantowi korpusu autentyczną chorągiew powstańczą. Był to sztandar pierwotnie ocalony w powstaniu styczniowym 1863 przez ks. Kazimierza Światopełk-Mirskiego. W piątą rocznicę oswobodzenia Lwowa w listopadzie 1923 na gmachu szkoły kadeckiej odsłonięto emblemat przedstawiający Krzyż Obrony Lwowa.
Zostało powołane Towarzystwo Przyjaciół Korpusu Kadetów nr 1, którego prezesem był wiceprezydent Lwowa, Wawrzyniec Kubala. W ramach szkoły było wydawane czasopismo „Orlęta”.
W westybulu Korpusu 10 listopada 1928 odsłonięto popiersie Marszałka Józefa Piłsudskiego, wykonany przez E. Rajchertównę. 17 marca 1933 Marszałek Józef Piłsudski wyraził zgodę na nadania swojego imienia Korpusowi Kadetów Nr 1. W 1935 korpus, dotychczas podległy szefowi Departamentu Piechoty M.S.Wojsk., podporządkowany został szefowi Wojskowego Instytutu Naukowo-Oświatowego M.S.Wojsk.
W latach 30. we lwowskim Korpusie Kadetów powstała kaplica, a w 1938 za zasługi przy jej stworzeniu i opiekę nad nią została odznaczona papieskim orderem Pro Ecclesia et Pontifice żona gen. broni Kazimierza Sosnkowskiego, Jadwiga Sosnkowska. Latem 1930 otrzymał ją Prezydent RP Ignacy Mościcki. Dla niezamożnych kadetów przyznawano stypendium, pokrywane z pensji za Order Virtuti Militari ks. Mieczysława Tarnawskiego. 
W Zielone Święta wiosną 1939 odbyły się obchody 20-lecia Lwowskiego Korpusu Kadetów im. Marszałka Piłsudskiego. Z tej okazji na 27 maja 1939 zaplanowano Zjazd Absolwentów Korpusu Kadetów we Lwowie z lat 1919-1939. Postanowiono założyć wtedy Związek Absolwentów K. K. nr 1.
Była przyznawana Honorowa Odznaka Korpusu Kadetów Nr 1, otrzymali ją m.in. generałowie Władysław Langner i Juliusz Zulauf, oficerowie załogi lwowskiem absolwenci z lat 1919-1939, powstaniec styczniowy, Antoni Süss. 
W czasie mobilizacji pod koniec sierpnia 1939 do lwowskiego garnizonu przybył ewakuowany z Rawicza Korpus Kadetów Nr 2.

## Kadra Korpusu
Komendanci KK Nr 1

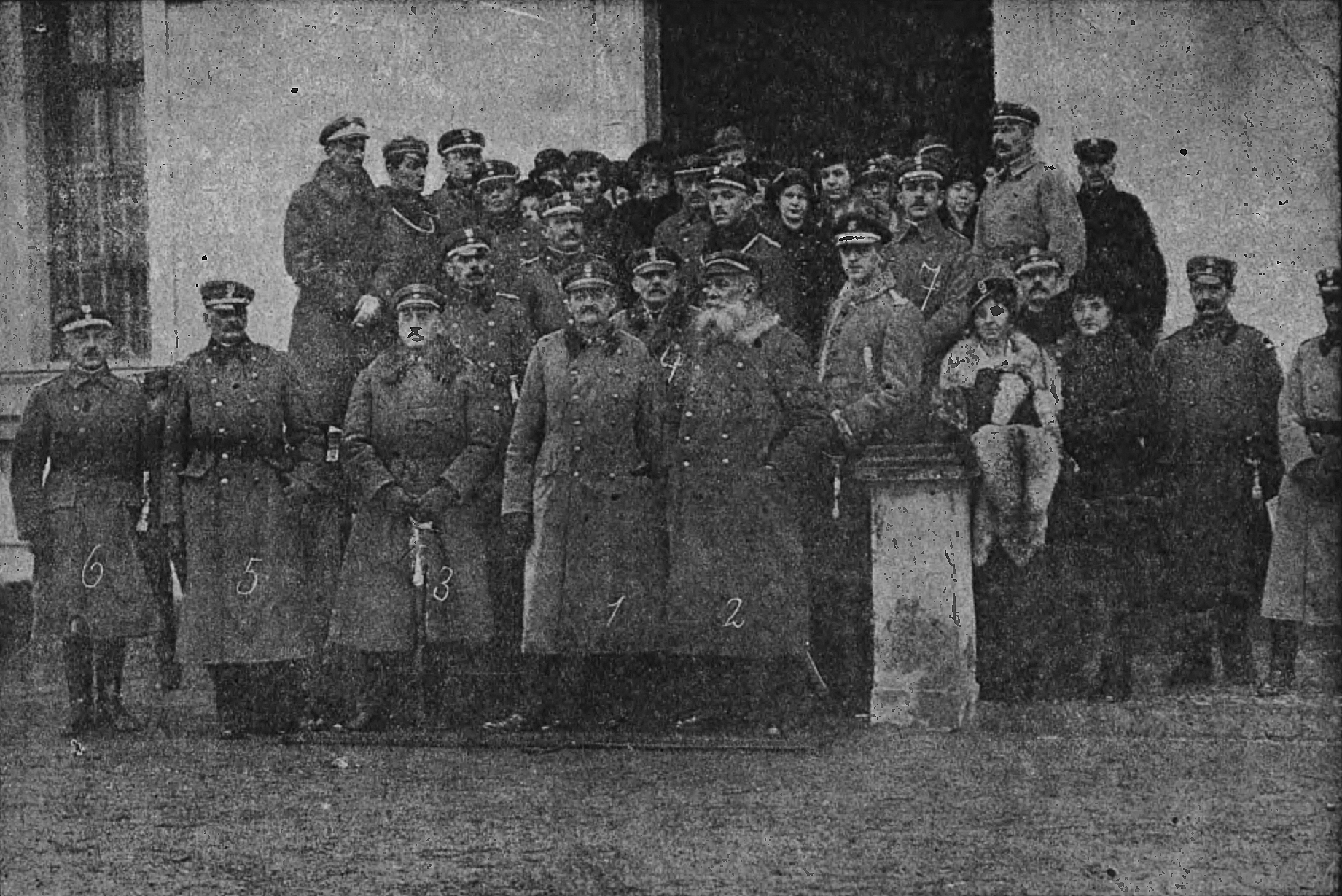
Poświęcenie Szkoły Podchorążych w Łobzowie 12 stycznia 1919. Fotografia zbiorowa generałów i oficerów

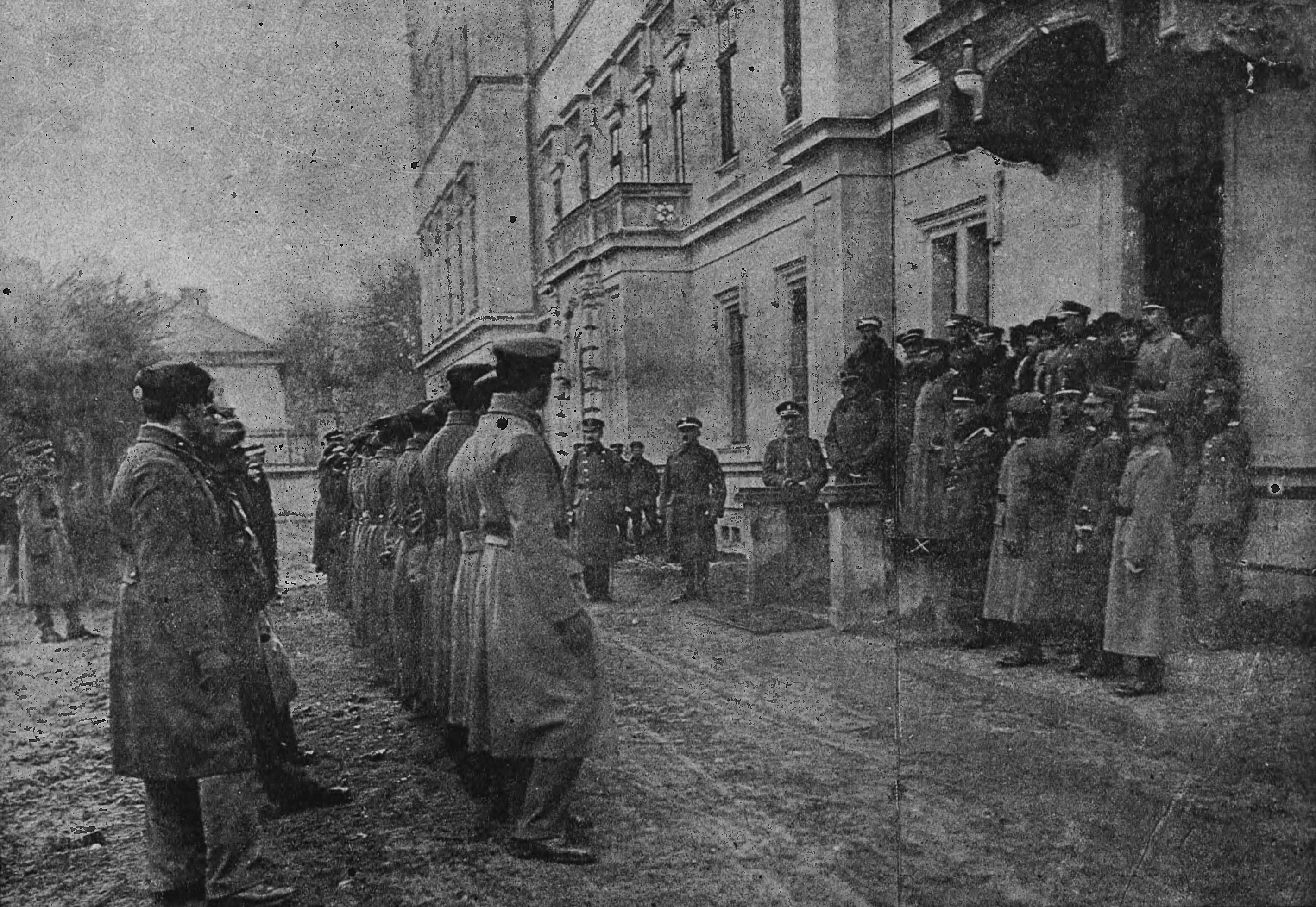
Poświęcenie Szkoły Podchorążych w Łobzowie 12 stycznia 1919. Przemawia gen. dyw. Emil Gołogórski

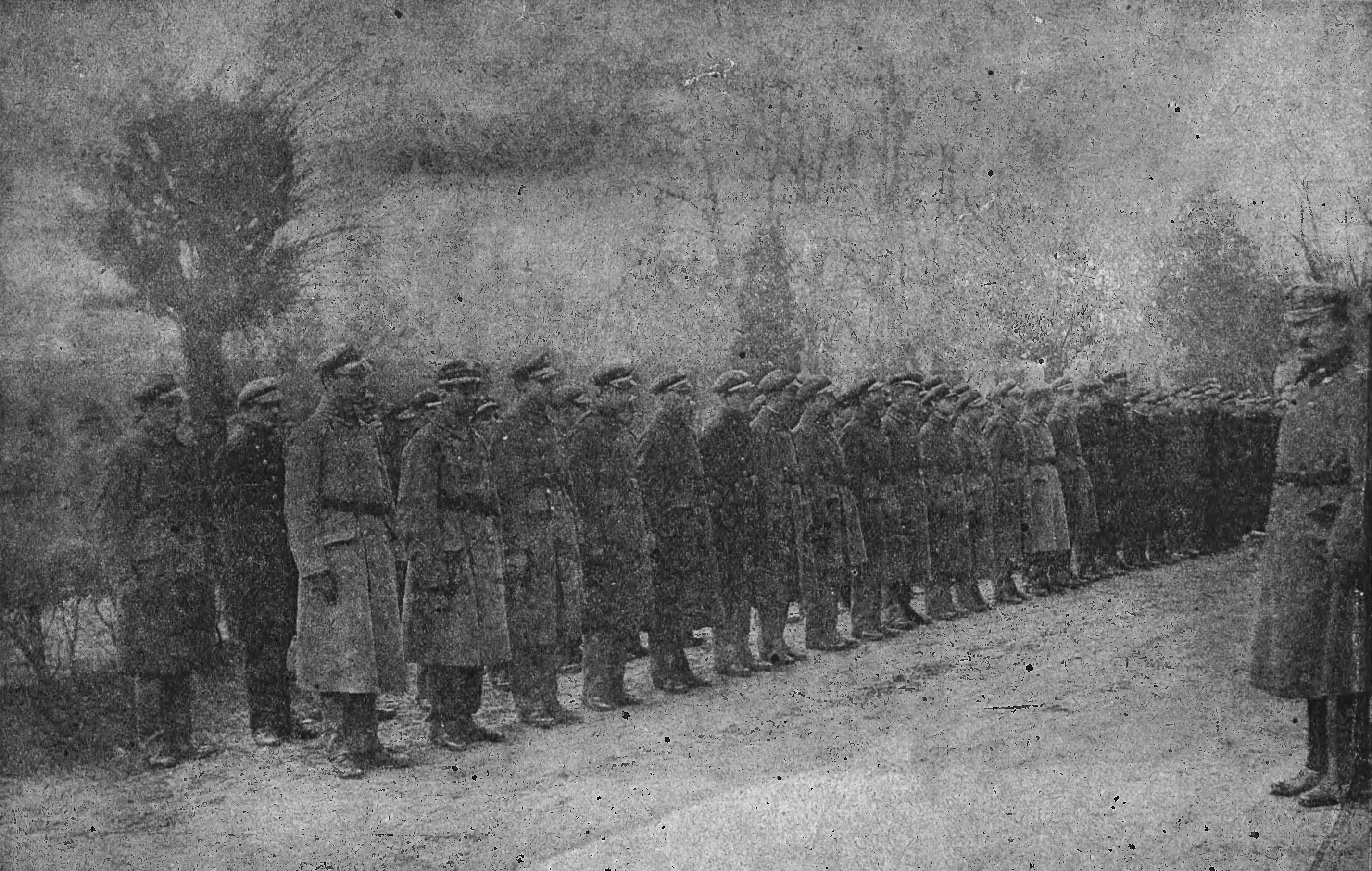
Poświęcenie Szkoły Podchorążych w Łobzowie 12 stycznia 1919. Uczniowie jednostki

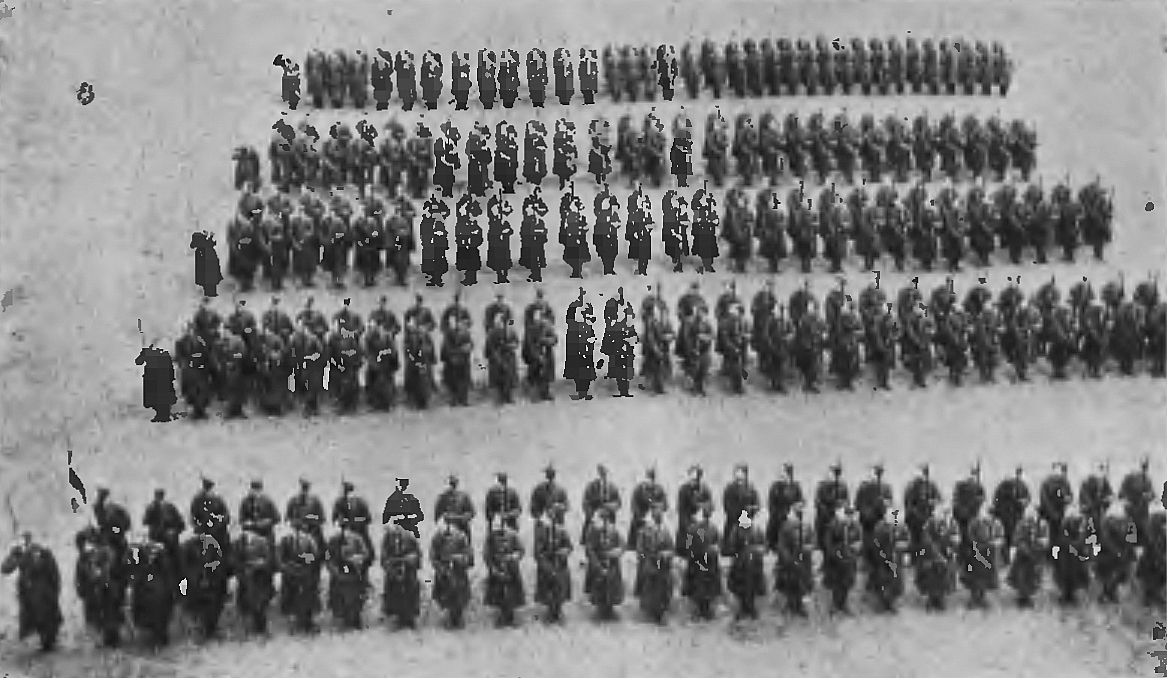
Batalion Korpusu Kadetów Nr 1

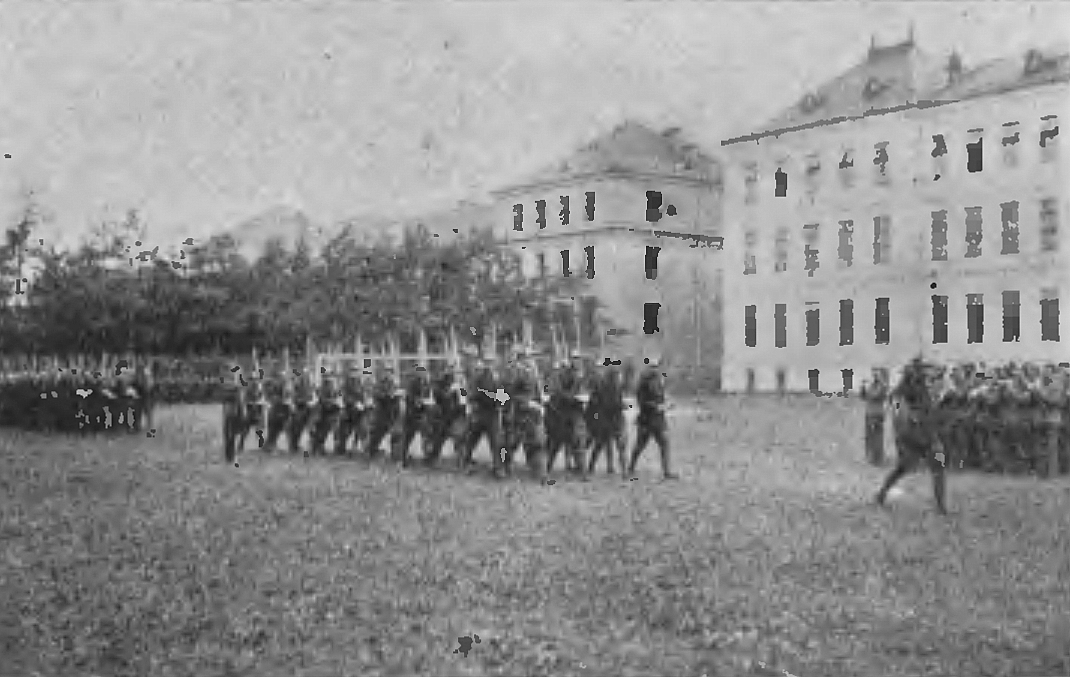
Defilada Korpusu Kadetów Nr 1 (21 maja 1929)

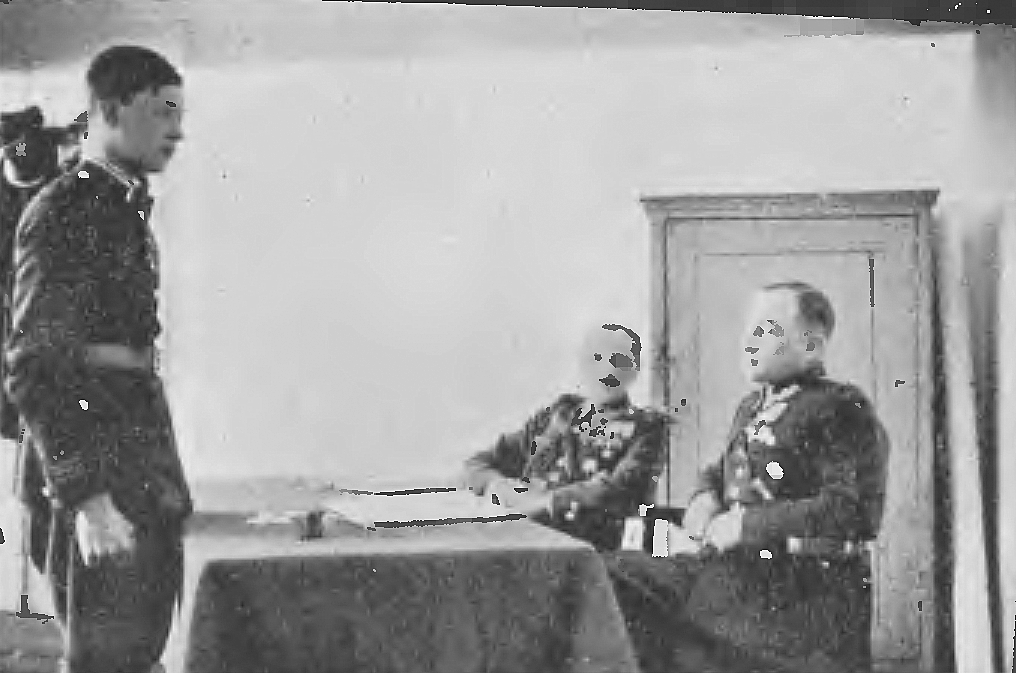
Matura wojskowa w Korpusie Kadetów Nr 1

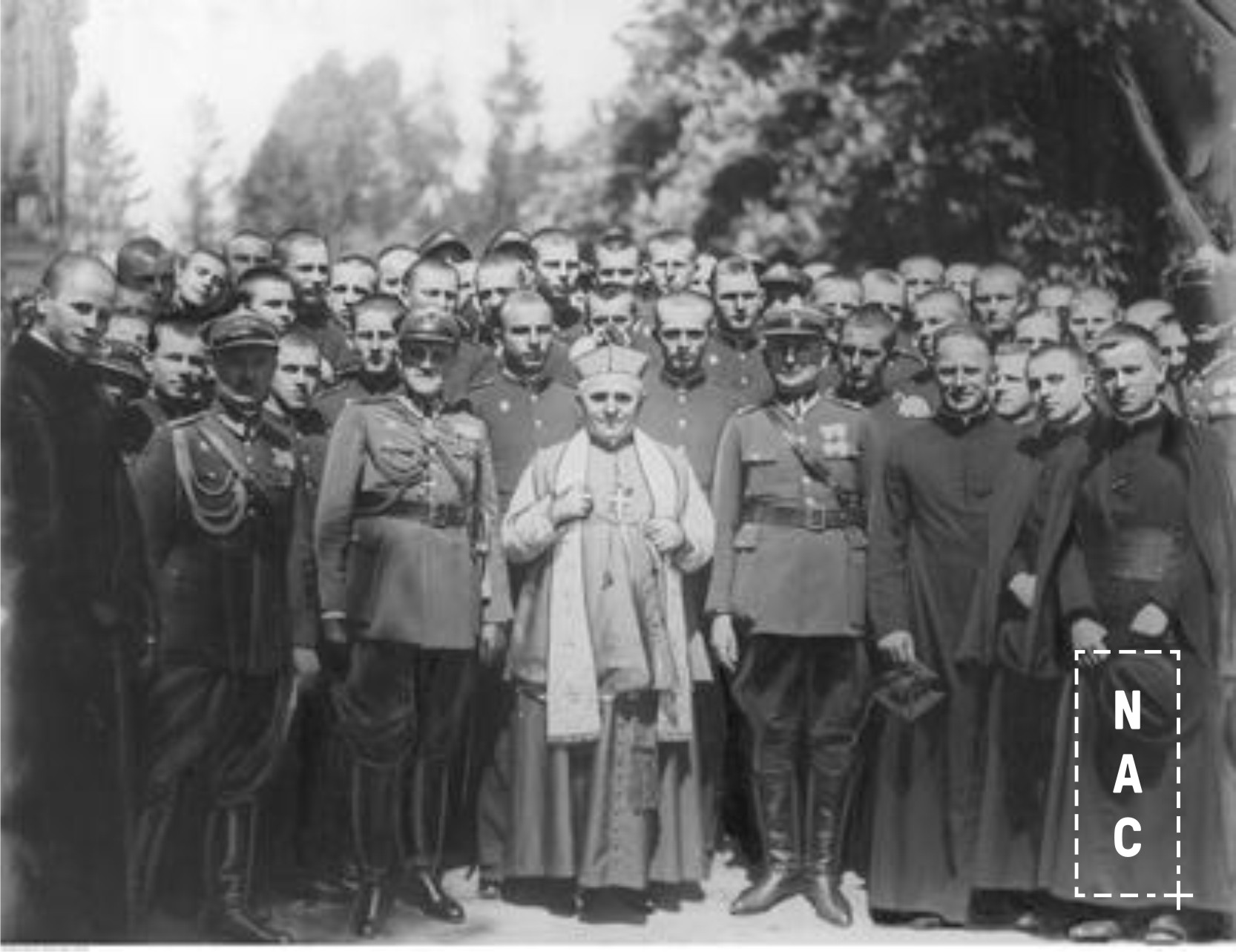
Bierzmowanie w Korpusie Kadetów nr 1 we Lwowie

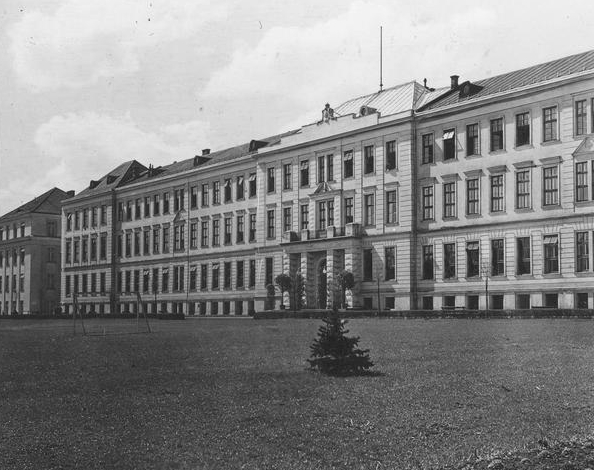
Gmach Korpusu Kadetów nr 1 we Lwowie (1939)

- ppłk Stanisław Hlawaty (1918–1920)
- ppłk piech. Alfred Jougan (1920–1921)
- mjr Tadeusz Machalski (od X 1921[24])
- ppłk piech. Stanisław Zabielski (do 25 VI 1923[25])
- ppłk / płk art. Władysław Kazimierz Żebrowski (25 VI 1923[25] – VI 1927[26])
- ppłk piech. Stanisław Widacki (VI 1927[27] – V 1929)
- ppłk Antoni Łukasiewicz (p.o. III – VIII 1929)
- ppłk dypl. piech. Kazimierz Florek (VIII 1929 – XI 1933)
- ppłk Franciszek Wielgut (1933–1938)
- ppłk Stanisław Daniluk (1938–1939)[7]

Dyrektorzy nauk
- urzędnik wojskowy w randze VII Bronisław Piątkiewicz (do 1 X 1920)[28]
- ppłk Leon Lipiński (1920–1922)
- ppłk Stanisław Zabielski (1922–1925)
- mjr / ppłk Franciszek Wojakowski (1925–1927)[1]
- ppłk Antoni Łukasiewicz (1927–1929)
- mjr nauk.-ośw. dr Eugeniusz Wawrzkowicz (p.o. od VIII 1929)

Dowódcy batalionu szkolnego
- mjr Władysław Nałęcz-Raczyński (1919–1921)
- mjr Jan Bochniewicz (1921–1924)
- ppłk Franciszek Lachowicz (1924–1928)[1]
- mjr Stanisław Karp (od 1928)

Oficerowie
- mjr Julian Pileski – kwatermistrz (1927–1929)
- kpt. piech. Adam Błotnicki – dowódca kompanii (1926–1930)
- kpt. piech. Emil Kumor
- kpt. Aleksander Osipowski
- ks. ppłk Władysław Pilin – rzymskokatolicki kapelan (1926)[1]

Nauczyciele
- ppłk Feliks Drozd
- Walerian Kwiatkowski
- płk Jerzy Wiktor Lewakowski
- por. piech. Tadeusz Remer
- por. sap. Marceli Aleksander Remiszewski
- dr Jan Rogowski
- kpt. piech. Tadeusz Szantroch
- kpt. Jakub Walter

Organizacja i obsada personalna w 1939
Pokojowa obsada personalna szkoły w marcu 1939 roku:
- komendant – p.o. ppłk piech. Stanisław Daniluk
- zastępca komendanta – mjr piech. Włodzimierz Andrzej Latawiec
- naczelny lekarz medycyny – mjr dr Stanisław Czynciel
- młodszy lekarz medycyny – por. dr Piotr Władysław Goździk
- II zastępca komendanta (kwatermistrz) – kpt. adm. (piech.) Stanisław Michał Grondalski
- oficer administracyjno-materiałowy –  kpt. adm. (piech.) Józef Mieczysław Mosiak[b]
- oficer żywnościowy –  kpt. piech. Aleksander Marian Józef Krywald
- oficer gospodarczy – kpt. int. Alfons Karol Ignacy Kapuściński
- kapelan –  st. kpl. ks. dr Leon Broel-Plater
- wykładowca fizyki i matematyki – mjr art. Karol Bolesław Szczepanowski
- wykładowca geografii  –  kpt. adm. (piech.) Roman Sierociński
- wykładowca WF – kpt. piech. Roman Bronisław Nemec
- dowódca 1 kompanii – kpt. adm. (piech.) Józef Bielak
- wychowawca – por. piech. Zbigniew Kazimierz Czekański
- wychowawca – por. piech. Władysław Józef Składzień
- dowódca 2 kompanii – kpt. piech. Karol Andrzej Turek
- wychowawca – kpt. adm. (piech.) Józef Mieczysław Mosiak
- wychowawca – por. piech. Ludwik Karol Drąg
- dowódca 3 kompanii – kpt. adm. (piech.) Stanisław II Zaremba
- wychowawca – kpt. adm. (piech.) mgr Tadeusz Eugeniusz Makuch
- dowódca 4 kompanii – kpt. piech. Andrzej Ludwik Tabaczyński
- wychowawca – kpt. adm. (piech.) Jan I Lasota
- dowódca 5 kompanii – kpt. piech. Edward II Szymański
- wychowawca – kpt. adm. (piech.) Józef Sykstus Czaporowski
- dowódca 6 kompanii – kpt. adm. (piech.) Antoni Józef Jaskorzyński
- wychowawca – kpt. adm. (piech.) Julian Dziurzyński
- odkomenderowany – kpt. lek. Juliusz Feliks Dziurzyński

## Kadeci
- Stanisław Bes, porucznik piechoty, matura w 1932
- Karol Chodkiewicz, poległ 21 maja 1921 w bitwie w rejonie Góry Św. Anny
- Zygmunt Toczyłowski, poległ 21 maja 1921 w bitwie w rejonie Góry Św. Anny[potrzebny przypis]
- Czesław Czubryt-Borkowski, generał dywizji, dowódca Wojsk obrony przeciwlotniczej MON
- Jan Grudziński, komandor podporucznik, dowódca ORP Orzeł
- Tadeusz Zygmunt Jeziorowski (matura w 1929)
- Kazimierz Konopasek, dowódca 305 Dywizjonu Bombowego Ziemi Wielkopolskiej im. Marszałka Józefa Piłsudskiego
- Tadeusz Kryska-Karski, od 1934
- Wincenty Kwieciński, prymus
- Tadeusz Legeżyński, oficer łączności, major
- Stefan Majchrowski, matura 1927, rotmistrz
- Jan Klemens Mrozowicki, matura 1929, kapitan żeglugi wielkiej, literat
- Jerzy Niemczycki, matura 1939, cichociemny
- Feliks Perekładowski, matura 1938, cichociemny
- Bronisław Przyłuski, kapitan artylerii, dowódca 1 baterii 14 Dywizjonu Artylerii Konnej
- Stanisław Szewalski, jeden z pierwszych absolwentów KK (1921)
- Feliks Szyszka, matura 1935, kapitan pilot, dowódca 308 Dywizjonu Myśliwskiego
- Zbigniew Kabata, od 1936 do 1939, biolog, podpułkownik WP, profesor

## Upamiętnienie
W dniach 27-29 maja 1983 odbył się w Londynie Jubileuszowy Zjazd Kadetów, zorganizowany z okazji 30-lecia założenia Związku w Londynie oraz 65-lecia powstania Korpusu Kadetów Nr 1. W Zjeździe uczestniczył prezes Związku, Franciszek Pasiecznik, dwie córki Józefa Piłsudskiego, prezydent RP na uchodźstwie Edward Raczyński. Podczas trzeciego dnia Zjazdu 29 maja 1983 w Kościele św. Andrzeja Boboli w Londynie została odsłonięta tablica upamiętniająca trzy korpusy kadeckie II Rzeczypospolitej. Również w 1983 została wydana książka gen. Tadeusza Kryski-Karskiego pt. Lwowski kadet 1934-39. Umundurowanie, broń.
Dniem święta Korpusu Kadetów Nr 1, jak i później powstałego Związku Kadetów Marszałka Józefa Piłsudskiego, był dzień 2 czerwca.